# André Testut
Pour les articles homonymes, voir Testut.
Pas d'image ? Cliquez ici
André Testut, né le 13 avril 1926 dans le 2e arrondissement de Lyon où il est décédé le 24 septembre 2005, est un pilote automobile monégasque d'origine française.

## Biographie
Citoyen monégasque, André Testut naît à Lyon en avril 1926. Il débute en compétition automobile en Formule Junior, puis il passe à l'endurance et il s'essaie à la Formule 1. À Montlhéry, il termine en Sport troisième de la Coupe d'Automne 1956 sur Porsche 356, puis troisième des Coupes du Salon en 1957 sur une O.S.C.A. MT4.
En 1957 toujours, il dispute, sur le circuit de Caracas, le premier Grand Prix d'Endurance du Venezuela (les 1 000 km de Caracas) au volant d'une O.S.C.A. MT4 du Monte Carlo Sport aux côtés de l'italien Umberto Masetti. Les deux hommes terminent onzièmes, à seize tours de l'équipage Phil Hill/Peter Collins.
En 1958, il s'aligne, au volant d'une Maserati 250F, au Grand Prix automobile de Syracuse disputé hors-championnat du monde de Formule 1: il abandonne sur casse moteur, au cinquante-et-unième tour. Peu après, il s'engage au Grand Prix automobile de Monaco 1958. Vingt-troisième temps des qualifications, il ne peut prendre le départ réservé aux seize premiers. Il est ensuite victime d'un immense carambolage au départ des 1 000 kilomètres du Nürburgring, où il fait équipe avec Jean Sibile sur une Porsche 356A. Testut retente sa chance en Formule 1, à l'occasion du Grand Prix automobile de Monaco 1959, toujours au volant de sa vieille Maserati 250F. Il termine dernier des qualifications, à 20 secondes de la pole position et à 14 secondes de la dernière place qualificative. André Testut apparaît dans le film Mademoiselle Ange, avec Romy Schneider, durant les essais du Grand Prix.
Testut réoriente alors sa carrière vers l'endurance et les 24 Heures du Mans. Pilote officiel O.S.C.A. aux côtés de Jean Laroche, il a pour rôle de seconder les frères Pedro et Ricardo Rodríguez. Aucune voitures ne rallie l'arrivée. André Testut arrête alors sa carrière de pilote automobile.

## Résultats en championnat du monde de Formule 1
| Saison | Écurie                 | Châssis       | Moteur              | Pneus   | Grands Prix | Points inscrits | Classement   |
| ------ | ---------------------- | ------------- | ------------------- | ------- | ----------- | --------------- | ------------ |
| 1958   | André Testut           | Maserati 250F | Maserati 6 en ligne | Pirelli | Monaco      | 0               | non-qualifié |
| 1959   | Monte Carlo Auto Sport | Maserati 250F | Maserati 6 en ligne | Dunlop  | Monaco      | 0               | non-qualifié |